# Cryptobranchia concentrica
Cryptobranchia concentrica is een slakkensoort uit de familie van de Lepetidae. De wetenschappelijke naam van de soort is voor het eerst geldig gepubliceerd in 1851 door Middendorff.